# Чибиров, Александр Алибегович
Александр Алибегович Чибиров (28 февраля 1992, Москва) — российский футболист, защитник.

## Карьера
Начал заниматься футболом в футбольной школе московского «Тимирязевца». Впоследствии перешёл в «Химки». Не видя будущего в «Химках», начал поиск нового клуба и оказался в щёлковской «Спарте» под руководством Андрея Тихонова. Затем подписал свой первый профессиональный контракт с ФК «Коломна», выступавшим в первенстве ПФЛ. В первом сезоне провёл 14 матчей и забил 1 гол. В 2014 году последовал переход в новороссийский «Черноморец», где сыграл 5 матчей и вернулся в Коломну. Во втором неполном сезоне сыграл 18 игр и в 2015 году подписал контракт с тульским «Арсеналом». Дебютировал в премьер-лиге 21 марта 2015 года, когда ЦСКА обыграл «Арсенал» со счётом 4:1, Чибиров отыграл 73 минуты.
В июне 2016 года подписал контракт с ивановским «Текстильщиком». Дебютировал за команду в матче Кубка России против костромского «Динамо-СТАРТ». В первенстве 2018/19 вместе с командой одержал победу в «западной» группе ПФЛ и вышел в ФНЛ. Там он отыграл за «красно-черных» один сезон. В июле 2020 года Чибиров вернулся в «Рязань», за которую он выступал в 2016 году.